# Rossella Fiamingo
Rossella Fiamingo (n. 14 iulie 1991, Catania, Italia) este o scrimeră italiană specializată pe spadă.
A participat la Jocurile Olimpice de vară din 2012 de la Londra, unde a fost învinsă în sferturile de finală de chinezoaica Sun Yujie. A fost campioană mondială în 2014 la Kazan și în 2015 la Moscova.